# 13 september
13 september is de 256ste dag van het jaar (257ste dag in een schrikkeljaar) in de gregoriaanse kalender. Hierna volgen nog 109 dagen tot het einde van het jaar.

## Gebeurtenissen
- Algemeen
  - 1918 - Treinramp bij Weesp. Door zware regenval, waarbij de spoordijk bij de brug over het, toenmalige Merwedekanaal bij Weesp verzadigd raakt, glijdt een passagierstrein uit Amersfoort naar Amsterdam met rails en al van de dijk. Er vallen 41 doden en 42 gewonden.
  - 1936 - Voor de tweede maal wordt Loen, Noorwegen, getroffen door een vloedgolf nadat een enorm rotsblok in een meer is gevallen. Er vallen 74 doden.
  - 2005 - Rotterdam sluit de beruchte tippelzone aan de Keileweg om een einde te maken aan straatprostitutie.
  - 2012 - De Volcán de Fuego in Guatemala barst uit. Meer dan 33.000 mensen slaan op de vlucht voor het natuurgeweld.
  - 2022 - Nabij Tel Aviv (Israël) wordt een grafgrot ontdekt met tientallen aardewerken en bronzen voorwerpen in verschillende vormen en maten uit de tijd van de Egyptische farao Ramses II die in 1213 voor Christus stierf. De ontdekking berust op toeval omdat een graafmachine het dak van de grot raakt tijdens werkzaamheden.[1][2]

- Kunst en cultuur
  - 1952 - Het eerste Jip en Janneke-verhaal verschijnt in het Nederlandse dagblad Het Parool.
  - 2015 - Ramsey Nasr ontvangt de Louis d'Or voor zijn rol in The Fountainhead van Toneelgroep Amsterdam en Marieke Heebink ontvangt de Theo d'Or voor haar rol in Medea, eveneens een productie van Toneelgroep Amsterdam. Deze twee prijzen worden gezien als de belangrijkste in de Nederlandse toneelwereld.[3]
- Muziek
  - 2009 - Tijdens een prijsuitreiking van de MTV Video Music Awards ontvangt Taylor Swift een award voor de clip van You Belong With Me. Kanye West komt het podium op en belet haar een toespraak te houden en wordt vervolgens uitgejouwd door het publiek. Beyoncé die een award wint voor de clip van Single Ladies geeft Swift later op de avond alsnog de gelegenheid om de toespraak af te maken.[4]
- Oorlog
  - 533 - Vandaalse Oorlog: Het Byzantijnse leger onder bevel van Belisarius verslaan de Vandalen in de slag bij Ad Decimum.
  - 1759 - Slag om Quebec: De Engelsen veroveren de vestingstad Quebec op de Fransen in de Franse en Indiaanse Oorlog.
  - 1940 - Italiaanse troepen onder bevel van maarschalk Rodolfo Graziani openen vanuit Libië de aanval op Egypte.
  - 1944 - Terwijl Amerikaanse bommenwerpers het concentratiekamp Auschwitz in Polen bombarderen, vertrekt de laatste trein uit Kamp Westerbork.

- Politiek
  - 1394 - De Joden worden uit Frankrijk verdreven op bevel van Karel VI.
  - 1941 - Oprichting van de Venezolaanse partij Democratische Actie.
  - 1949 - Beëdiging van Theodor Heuss als eerste bondspresident van West-Duitsland.
  - 1959 - Beëdiging van Heinrich Lübke als tweede bondspresident van West-Duitsland.
  - 1974 - Gijzeling van de Franse Ambassade in Den Haag door leden van het Japanse Rode Leger.
  - 1979 - Venda wordt door Zuid-Afrika onafhankelijk verklaard.
  - 2007 - Rita Verdonk wordt door fractievoorzitter Mark Rutte uit de Tweede Kamerfractie van de VVD gezet.
  - 2021 - Voor het eerst in 10 jaar bezoekt een Israëlisch regeringshoofd Egypte. Premier Naftali Bennett van Israël en president Abdul Fatah al-Sisi van Egypte spreken onder meer over de onderlinge relatie van de landen.

- Religie
  - 335 - Kerkwijding van de Heilge Graf-basiliek in Jeruzalem en vooravond van de viering van de Kruisverheffing.
  - 1838 - Paus Gregorius XVI creëert twee nieuwe kardinalen, onder wie de Belgische aartsbisschop van Mechelen Engelbertus Sterckx.
  - 1896 - Paus Leo XIII verklaart in zijn apostolische brief Apostolicae Curae de priester- en bisschopswijdingen en Apostolische successie in de Kerk van Engeland ongeldig.

- Sport
  - 1987 - In Londen wint de Nederlandse vrouwenhockeyploeg de Europese titel door gastland Engeland in de finale na strafballen te verslaan.
  - 2003 - In Barcelona prolongeert de Nederlandse vrouwenhockeyploeg de Europese titel door in de finale gastland Spanje met 5-0 te verslaan. In het mannentoernooi verliest Nederland in de troostfinale op strafballen van Engeland.
  - 2004 - Amélie Mauresmo lost de Belgische Justine Henin na 44 weken af als nummer één op de wereldranglijst der tennisprofessionals; de Française moet die positie na vijf weken weer afstaan aan haar Amerikaanse collega Lindsay Davenport.

- Wetenschap en technologie
  - 1956 - De dijk om de nieuwe IJsselmeerpolder Oostelijk Flevoland wordt gesloten.
  - 1956 - IBM lanceerde de eerste harde schijf voor dataopslag: de RAMAC
  - 1959 - De Russische Loena 2 is het eerste ruimtevaartuig dat een ander hemellichaam (de maan) bereikt.
  - 1966 - Ruimtewandeling van astronaut Richard Gordon vanuit Gemini-11 waarbij hij enkele werkzaamheden verricht.[5]
  - 2007 - Lancering van een H-IIA raket vanaf Tanegashima Space Center voor de SELENE (SELenological and ENgineering Explorer) missie met het Kaguya ruimtevaartuig van JAXA dat onderzoek moet gaan doen naar het zwaartekrachtsveld van de Maan en de 2 kleine satellieten Okina en Ouna voor onderzoek aan het maanoppervlak en het zwaartekrachtsveld.[6]
  - 2015 - De eerste gravitatiegolf wordt waargenomen door de Laser Interferometer Gravitatiegolf Observatorium (LIGO) in Hanford en Livingston, beide plaatsen in de Verenigde Staten.
  - 2022 - Lancering met een Lange Mars 7A raket van China Aerospace Science Corporation (CASC) vanaf lanceerbasis Wenchang LC-201 van de ChinaSat 1E missie. Deze satelliet, ook bekend als Zhongxing 1E, is een communicatiesatelliet waarvan wordt vermoed dat deze voor militaire doeleinden wordt gebruikt.[7]

## Geboren

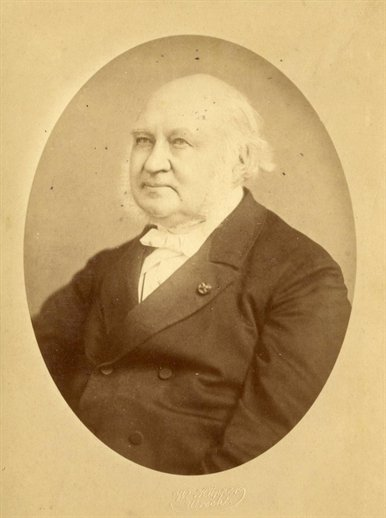
Nicolaas Beets
geboren in 1814

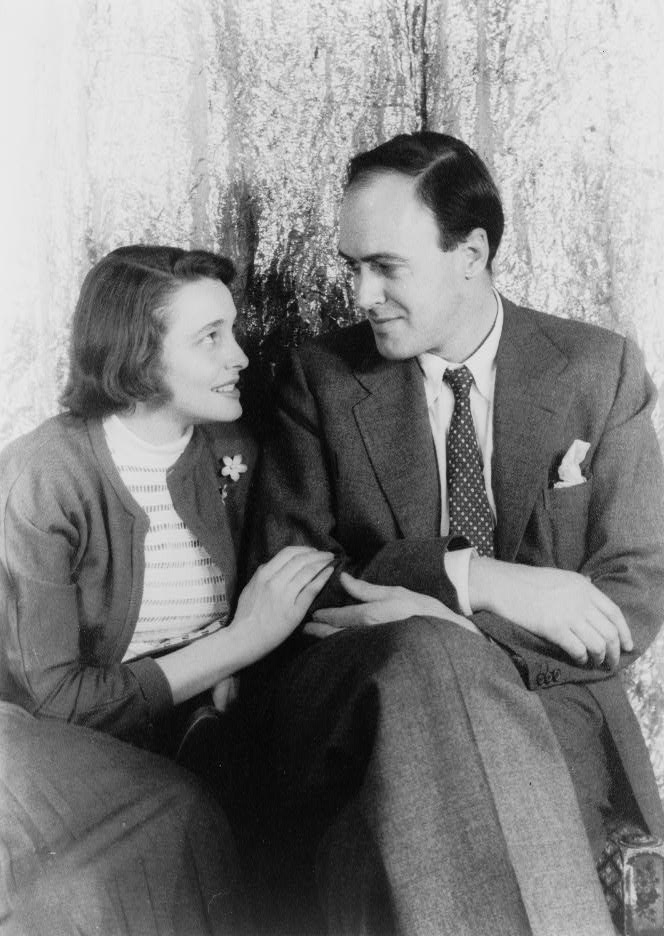
Roald Dahl
geboren in 1916

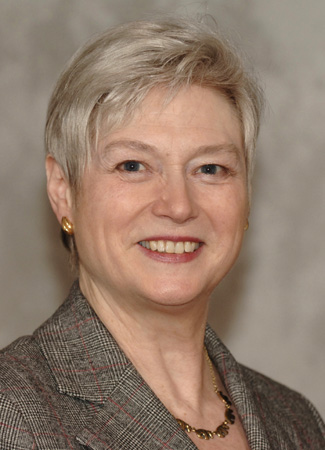
Maria van der Hoeven
geboren in 1949

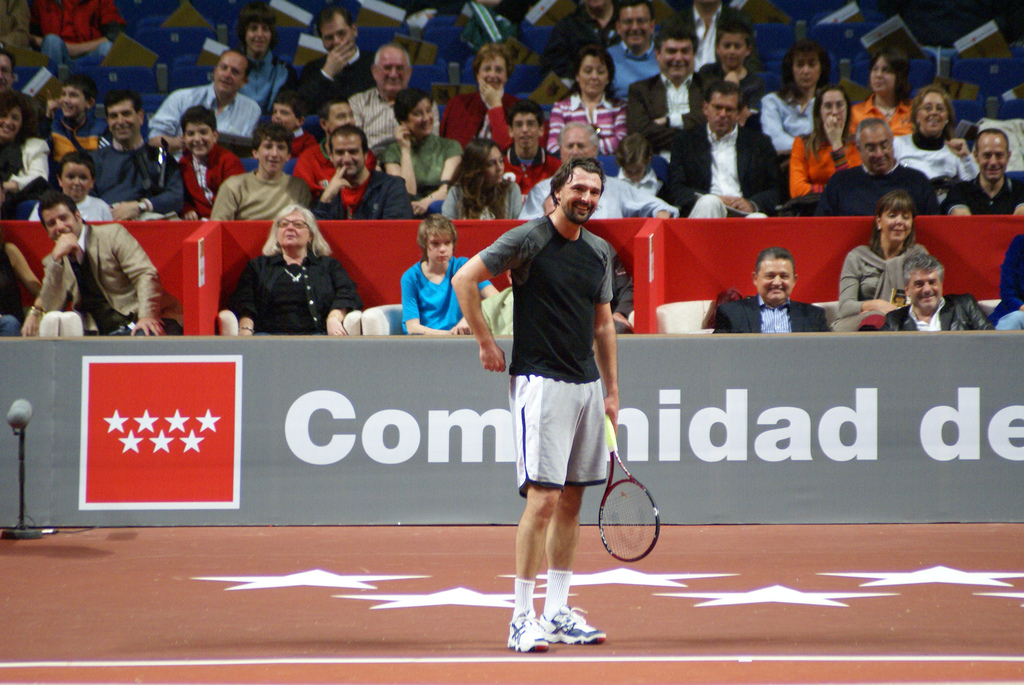
Goran Ivanišević
geboren in 1971

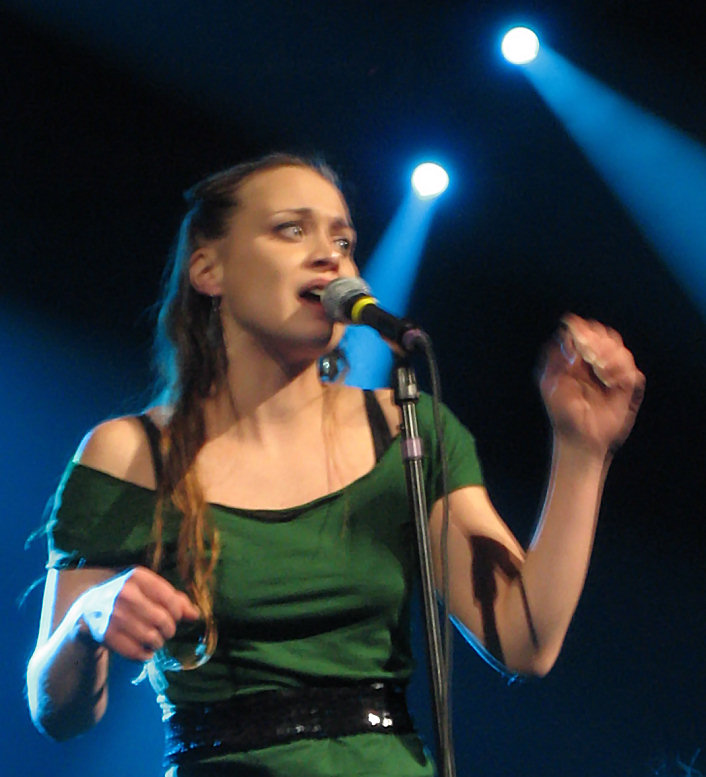
Fiona Apple
geboren in 1977

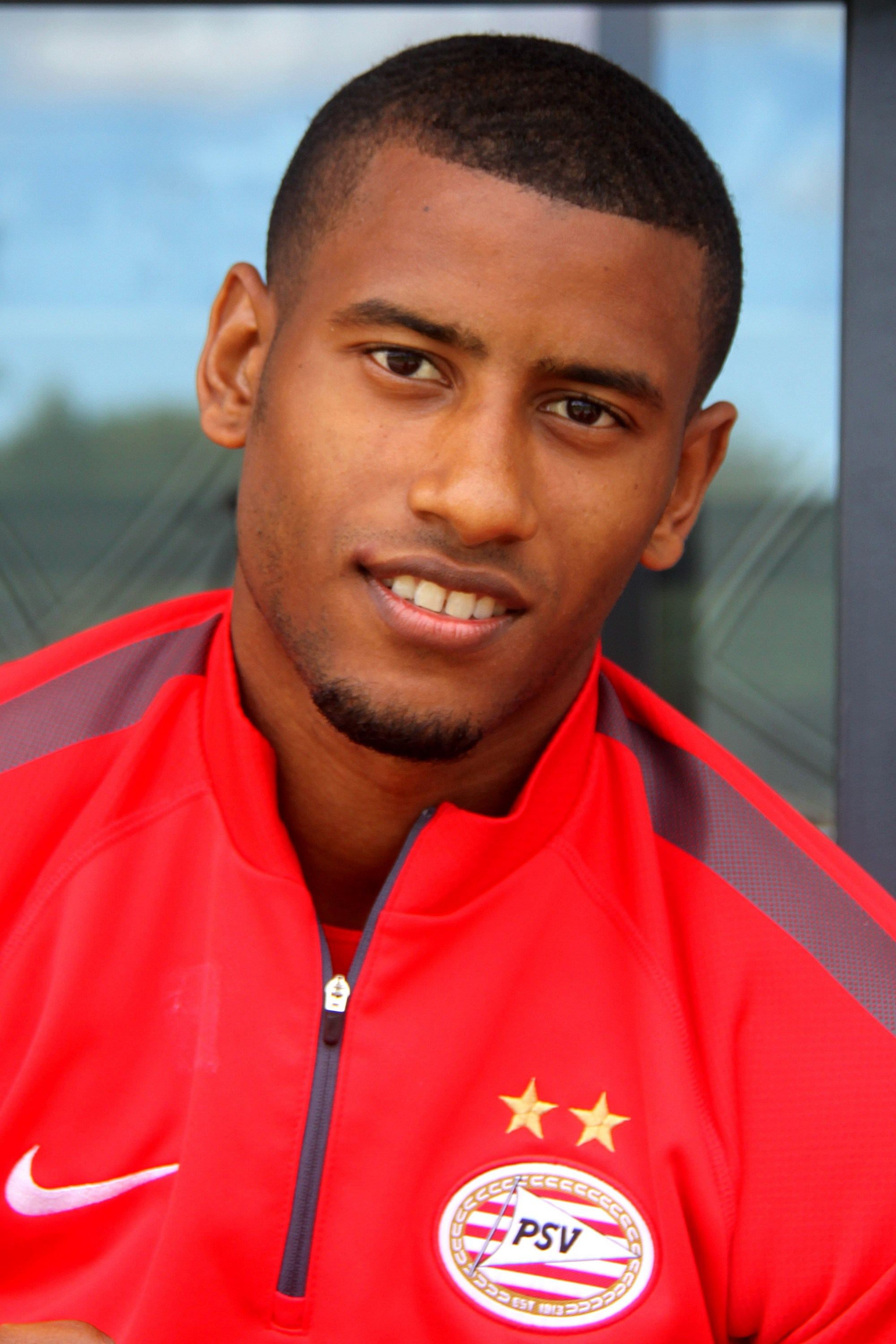
Luciano Narsingh
geboren in 1990

- 1475 - Cesare Borgia, Italiaans theoloog en aartsbisschop (overleden 1507)
- 1596 - James Shirley, Engels dichter en toneelschrijver (overleden 1666)
- 1766 - Jean Falba, Frans generaal (overleden 1848)
- 1814 - Nicolaas Beets, Nederlands auteur, dichter en predikant (overleden 1903)
- 1842 - Jan Puzyna de Kosielsko, Pools kardinaal-aartsbisschop van Krakau (overleden 1911)
- 1853 - Hans Christian Gram, Deens histoloog (overleden 1938)
- 1863 - Arthur Henderson, Brits politicus (overleden 1935)
- 1874 - Arnold Schönberg, Oostenrijks/Amerikaans componist (overleden 1951)
- 1877 - Wilhelm Filchner, Duits verkenner (overleden 1957)
- 1883 - LeRoy Samse, Amerikaans atleet (overleden 1956)
- 1886 - Robert Robinson, Brits chemicus (overleden 1975)
- 1890 - Joseph De Nolf, Belgisch politicus (overleden 1979)
- 1893 - Henk Kamerbeek, Nederlands atleet (overleden 1954)
- 1894 - J.B. Priestley, Engels schrijver (overleden 1984)
- 1895 - Morris Kirksey, Amerikaans atleet (overleden 1981)
- 1899 - Anton Constandse, Nederlands anarchist, schrijver en journalist (overleden 1985)
- 1903 - Claudette Colbert, Amerikaans actrice (overleden 1996)
- 1903 - Amado Hernandez, Filipijns schrijver en vakbondsleider (overleden 1970)
- 1904 - Calixto Zaldivar, Filipijns politicus en hooggerechtshofrechter (overleden 1979)
- 1908 - Sicco Mansholt, Nederlands boer en politicus, minister en Europees Commissaris (overleden 1995)
- 1908 - Carlos Peucelle, Argentijns voetballer (overleden 1990)
- 1909 - Oswaldo Rolla (Foguinho), Braziliaans voetballer (overleden 1996)
- 1909 - Frits Thors, Nederlands nieuwslezer (overleden 2014)
- 1914 - Hendrik Leendert Starre, Nederlands kunstschilder (overleden 2016)
- 1916 - Roald Dahl, Brits schrijver (overleden 1990)
- 1920 - Else Holmelund Minarik, Deens/Amerikaans kinderboekenschrijfster (overleden 2012)
- 1922 - Yma Súmac, Peruviaans zangeres (overleden 2008)
- 1922 - Sefafín Vásquez Elizalde, Mexicaans bisschop (overleden 2009)
- 1923 - Jean Daems, Belgisch atleet (overleden 1984)
- 1923 - Wim Kouwenhoven, Nederlands acteur (overleden 2009)
- 1923 - Reninca (Renée Lauwers), Belgisch dichteres (overleden 2025)
- 1924 - Maurice Jarre, Russisch/Frans componist (overleden 2009)
- 1925 - Sergej Salnikov, Sovjet voetballer en trainer (overleden 1984)
- 1925 - Mel Tormé, Amerikaans muzikant (overleden 1999)
- 1928 - Robert Indiana, Amerikaans kunstenaar (overleden 2018)
- 1930 - James McLane, Amerikaans zwemmer (overleden 2020)
- 1931 - Barbara Bain, Amerikaans actrice
- 1931 - Ernest Brenner, Luxemburgs voetballer (overleden 2016)
- 1931 - Marjorie Jackson, Australisch atlete en gouverneur
- 1932 - Mike MacDowel, Brits autocoureur (overleden 2016)
- 1932 - Pedro Rubiano Sáenz, Colombiaans kardinaal (overleden 2024)
- 1933 - Hugo Danckaert, Belgisch acteur (overleden 2025)
- 1936 - Abderrahmane Soukhane, Algerijns voetballer (overleden 2015)
- 1936 - Joe E. Tata, Amerikaans acteur (overleden 2022)
- 1936 - Marifé de Triana, Spaans zangeres en actrice (overleden 2013)
- 1938 - John Smith, Schots/Brits politicus (overleden 1994)
- 1939 - Arleen Augér, Amerikaans zangeres (overleden 1993)
- 1939 - Frans Halsema, Nederlands cabaretier en zanger (overleden 1984)
- 1939 - Richard Kiel, Amerikaans acteur (overleden 2014)
- 1940 - Óscar Arias, Costa Ricaans politicus
- 1940 - Jimmy James, Jamaicaans-Brits zanger (overleden 2024)
- 1940 - Reggie Johnson, Amerikaans jazzcontrabassist (overleden 2020)
- 1941 - Hissène Habré, dictator van Tsjaad (overleden (2021)
- 1941 - Ewald Ombre, Surinaams rechter (overleden 2024)
- 1944 - Jacqueline Bisset, Brits actrice
- 1944 - Peter Cetera, Amerikaans zanger
- 1948 - Clyde Kusatsu, Amerikaans acteur
- 1948 - René Ravets, Belgisch atleet
- 1948 - Luciano Veloso, Braziliaans voetballer
- 1949 - Maria van der Hoeven, Nederlands politica en minister
- 1949 - Attila Ladinszky, Hongaars voetballer (overleden 2020)
- 1951 - Cor Hildebrand, Nederlands voetballer (overleden 2022)
- 1951 - Sven-Åke Nilsson, Zweeds wielrenner
- 1951 - Jean Smart, Amerikaans film- en televisieactrice
- 1952 - José Ernesto Díaz, Colombiaans voetballer (overleden 2002)
- 1953 - Taryn Power, Amerikaans actrice (overleden 2020)
- 1954 - Shigeharu Ueki, Japans voetballer (overleden 2024)
- 1954 - Isiah Whitlock jr., Amerikaans acteur
- 1956 - Hendrik Setrowidjojo, Surinaams politicus
- 1956 - Joni Sledge, Amerikaans zangeres en songwriter (overleden 2017)
- 1958 - Domenico Dolce, Italiaans modeontwerper (Dolce & Gabbana)
- 1958 - Robert Millar, Brits wielrenner
- 1959 - Victor Muller, Nederlands ondernemer
- 1962 - Alexandra Blaauw, Nederlands actrice
- 1963 - Teun van Dijck, Nederlands politicus
- 1963 - Mary-Lou van Stenis, Nederlands actrice
- 1963 - Sophie in 't Veld, Nederlands politica
- 1964 - Paul Bodin, Welsh voetballer
- 1965 - Diego Aguirre, Uruguayaans voetballer en trainer
- 1966 - Igor Kravtsjoek, Russisch ijshockeyspeler
- 1967 - Michael Johnson, Amerikaans atleet
- 1967 - E. Lockhart (= Emily Jenkins), Amerikaans schrijfster
- 1968 - Ole Bjur, Deens voetballer
- 1968 - Jeff Saibene, Luxemburgs voetballer
- 1969 - Daniel Fonseca, Uruguayaans voetballer
- 1969 - Xiomara Griffith, Venezolaans judoka
- 1969 - Ghislaine Pierie, Nederlands actrice en regisseuse (overleden 2023)
- 1971 - Mladen Dabanovič, Sloveens voetballer
- 1971 - Shinichi Fukushima, Japans wielrenner
- 1971 - Goran Ivanišević, Kroatisch tennisser
- 1971 - Alexandru Tudor, Roemeens voetbalscheidsrechter
- 1972 - Job ter Burg, Nederlands filmeditor
- 1973 - Christine Arron, Frans atlete
- 1973 - Fabio Cannavaro, Italiaans voetballer
- 1973 - Rogério Ferreira, Braziliaans beachvolleyballer
- 1973 - Sabine Koning, Nederlands actrice
- 1973 - Nicole Stevenson, Canadees atlete
- 1974 - Patrick Delsemme, Belgisch snookerspeler (overleden 2022)
- 1975 - Ian Carey, Amerikaans dj (overleden 2021)
- 1976 - Caroline Bastiaens, Belgisch politica
- 1976 - Rianne Letschert, Nederlands hoogleraar en rector magnificus
- 1977 - Fiona Apple, Brits zangeres
- 1977 - Eirik Bakke, Noors voetballer
- 1978 - Steven Colombeen, Belgisch musicalacteur en -zanger
- 1978 - Zhang Shujing, Chinees atlete
- 1979 - Geike Arnaert, Belgisch zangeres
- 1979 - Boris Krčmar, Kroatisch darter
- 1979 - Julio César de León, Hondurees voetballer
- 1980 - Masaaki Kobayashi, Japans schaatser
- 1980 - Daisuke Matsuzaka, Japans honkballer
- 1981 - Angelo Diop, alias Rotjoch, Nederlands presentator en rapper
- 1981 - Koldo Fernández, Spaans wielrenner
- 1982 - Soraya Arnelas, Spaans zangeres
- 1982 - Tanguy Barro, Burkinees voetballer
- 1982 - Olivier Fontenette, Frans voetballer
- 1983 - James Bourne, Brits zanger en gitarist
- 1983 - Maarten Ketting, Nederlands voetbalscheidsrechter
- 1984 - David De Geest, Belgisch dirigent
- 1985 - Christian Kum, Duits/Nederlands voetballer
- 1985 - Rob Kemps, Nederlands zanger
- 1985 - Thomas Prager, Oostenrijks voetballer
- 1986 - Kamui Kobayashi, Japans autocoureur
- 1986 - Levi Schwiebbe, Nederlands voetballer
- 1987 - Heather Bansley, Canadees beachvolleyballer
- 1987 - Katarzyna Baranowska, Pools zwemster
- 1987 - Jonathan de Guzman, Nederlands/Canadees voetballer
- 1987 - Vincent Kipruto, Keniaans atleet
- 1988 - Eva-Maria Brem, Oostenrijks alpineskiester
- 1988 - Aleksandra Fedoriva, Russisch atlete
- 1988 - Oliver Fisher, Engels golfer
- 1988 - Iouri Podladtchikov, Russisch/Zwitsers snowboarder
- 1989 - Malenthe Lugtmeier, Nederlands voetbalster
- 1989 - Thomas Müller, Duits voetballer
- 1990 - Jamie Anderson, Amerikaans snowboardster
- 1990 - Luciano Narsingh, Nederlands voetballer
- 1990 - Adam Žampa, Slowaaks alpineskiër
- 1991 - Milan Knol, Nederlands YouTuber
- 1992 - Rachel Rowe, Welsh voetbalster
- 1993 - Niall Horan, Iers zanger
- 1994 - Lucas Andersen, Deens voetballer
- 1994 - Lemi Berhanu Hayle, Ethiopisch atleet
- 1994 - Sepp Kuss, Amerikaans wielrenner
- 1994 - Quillan Roberts, Jamaicaans-Canadees voetballer
- 1995 - Adam Pavlovčin, Slowaaks zanger
- 1996 - Lili Reinhart, Amerikaans actrice
- 1998 - Bokke8, Nederlands rapper
- 2000 - Lorenzo Colombo, Italiaans autocoureur
- 2000 - Emmy Kristiansen, Noors zangeres
- 2004 - Emma Pijnenburg, Nieuw-Zeelands voetbalster
- 2006 - Bernice Thurkow, Nederlands voetbalster

## Overleden
- 81 - Titus (41), Romeins keizer
- 867 - Paus Nicolaas I (ca. 47)

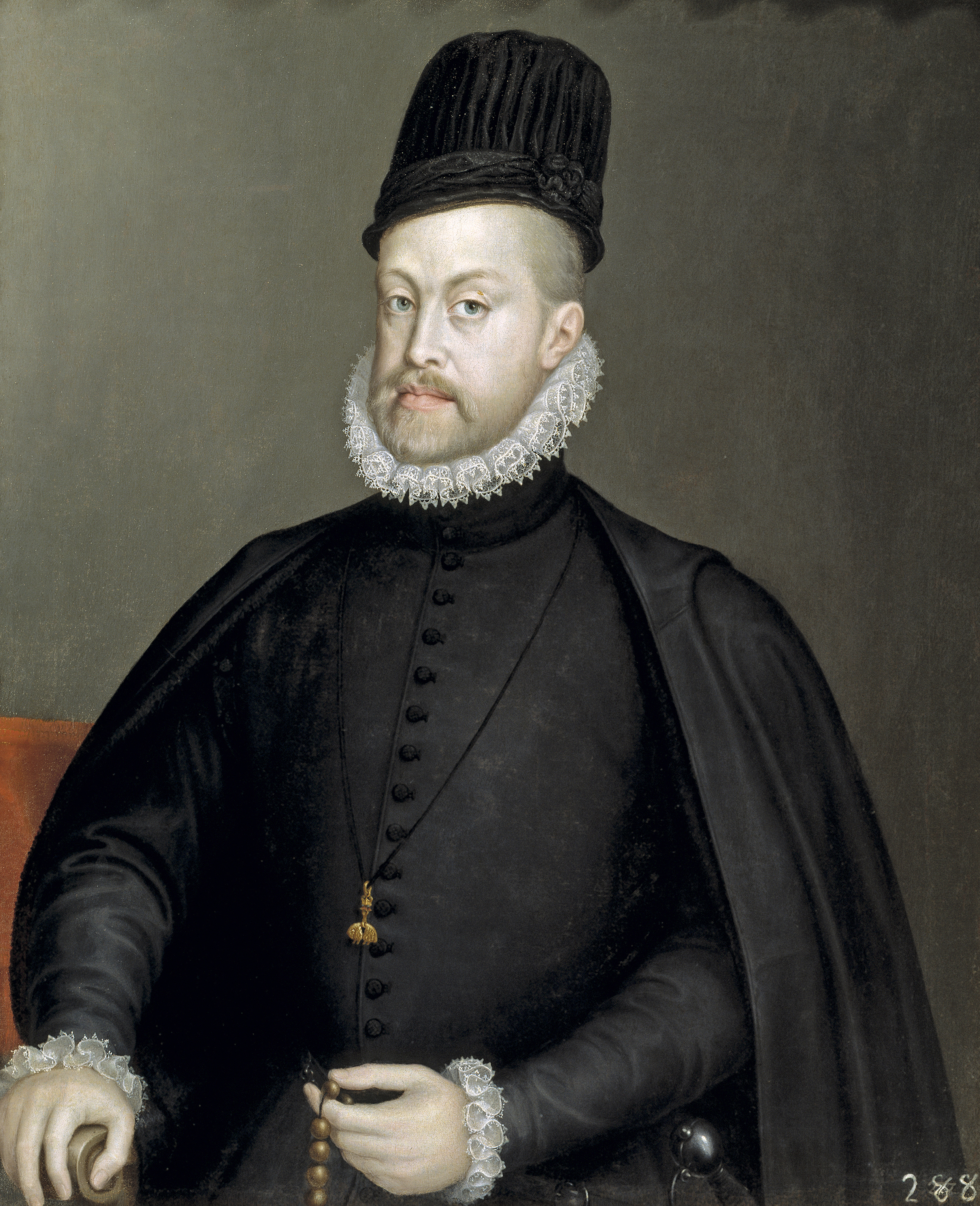
Filips II van Spanje,
overleden in 1598

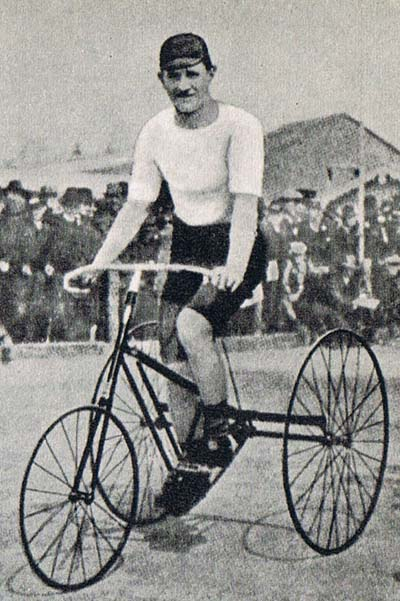
Pim Kiderlen,
overleden in 1931

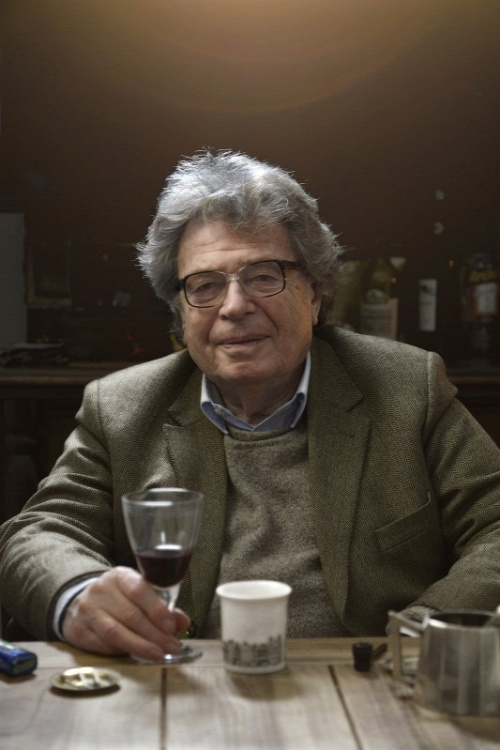
György Konrád,
overleden in 2019

- 1438 - Eduard van Portugal (46), koning van Portugal
- 1506 - Andrea Mantegna (ca. 75), Italiaans kunstschilder
- 1565 - Guillaume Farel (ca. 76), Frans-Zwitsers theoloog en kerkhervormer
- 1598 - Filips II (71), koning van Spanje
- 1766 - Manuel Pla (±40), Spaans componist, hoboïst en klavecinist
- 1775 - Klaas Annink (65), 'Huttenkloas', Twents misdadiger
- 1824 - Johannes Allatus Anemaet (33), Nederlands officier der Genie
- 1845 - Ignatius de Vinck de Wesel (74), Belgisch politicus
- 1872 - Ludwig Feuerbach (68), Duits filosoof
- 1891 - Adolphe de Chambrun (60), Frans diplomaat
- 1894 - Emmanuel Chabrier (53), Frans componist en pianist
- 1912 - Justo Sierra Méndez (64), Mexicaans politicus en intellectueel
- 1913 - Karl Hanssen (26), Duits voetballer
- 1931 - Lili Elbe (48), Deense kunstschilderes
- 1931 - Pim Kiderlen (63), Nederlands wielrenner
- 1941 - Elias Disney (82), vader van Walt Disney
- 1943 - Rudolf Ramseyer (45), Zwitsers voetballer
- 1949 - Madeleine Carpentier (84), Frans kunstschilder
- 1967 - André Declerck (48), Belgisch wielrenner
- 1978 - Mladen Ramljak (33), Kroatisch voetballer
- 1984 - Henk Lotgering (81), Nederlands schoonspringer
- 1990 - Bert De Cleyn (73), Belgisch voetballer
- 1995 - Eberhard Godt (95), Duits admiraal
- 1995 - Frank Silva (45), Amerikaans acteur
- 1996 - Tupac Shakur (25), Amerikaans rapper, acteur en dichter
- 2001 - Jaroslav Drobný (79), Tsjechisch-Egyptisch-Brits ijshockeyer en tennisser
- 2001 - Dorothy McGuire (85), Amerikaans actrice
- 2005 - Haydee Yorac (64), Filipijns jurist en topfunctionaris
- 2007 - Gaetano Arfé (81), Italiaans politicus
- 2007 - Dirk Witteveen (58), Nederlands bankier
- 2010 - Georges Ceurvelt (87), Belgisch politicus
- 2011 - Walter Bonatti (81), Italiaans alpinist
- 2011 - DJ Mehdi (34), Frans dj, hiphop-producer
- 2011 - Richard Hamilton (89), Brits kunstenaar
- 2012 - Peter Lougheed (84), Canadees politicus
- 2012 - Otto Stich (85), Zwitsers politicus
- 2012 - Joop van Tellingen (67), Nederlands paparazzo en (glamour)fotograaf
- 2013 - Salustiano Sanchez (112), Amerikaans supereeuweling
- 2014 - Milan Galić (76), Joegoslavisch voetballer
- 2014 - Dmitri Sakoenenko (84), Russisch schaatser
- 2015 - Moses Malone (60), Amerikaans basketballer
- 2015 - Gary Richrath (65), Amerikaans gitarist
- 2016 - Artjom Bezrodny (37), Russisch voetballer
- 2017 - Tonny Roosken (82), Nederlands voetballer
- 2017 - Frank Vincent (80), Amerikaans acteur
- 2018 - Jean Barzin (71), Belgisch politicus
- 2019 - Rene Espina (89), Filipijns advocaat en politicus
- 2019 - György Konrád (86), Hongaars schrijver
- 2019 - Eddie Money (70), Amerikaans rockzanger
- 2021 - Don Collier (92), Amerikaans acteur
- 2021 - Antony Hewish (97), Brits radioastronoom en Nobelprijswinnaar
- 2021 - Andrej Makejev (69), Russisch basketballer
- 2021 - Ruben Reyes (82), Filipijns rechter
- 2021 - George Wein (95), Amerikaans jazz-pianist
- 2022 - Jean-Luc Godard (91), Frans regisseur en scenarioschrijver
- 2022 - Kenneth Starr (76), Amerikaans advocaat
- 2023 - Olga Scheltema-de Nie (84), Nederlands politica
- 2023 - Roger Whittaker (87), Brits zanger
- 2024 - Victor Halberstadt (85), Nederlands econoom en politicus

## Viering/herdenking
- Rooms-katholieke kalender:

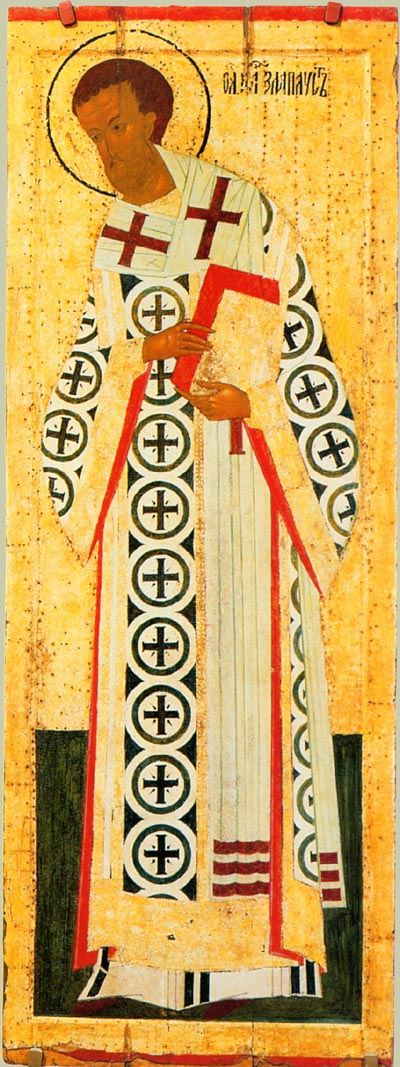

  - Heilige Johannes Chrysostomus († 407), aartsbisschop van Constantinopel, kerkvader en kerkleraar - Gedachtenis
  - Heilige Ligorius
  - Heilige Amatus, bisschop († 690)
  - Heilige Macrobius van Tomi († c.321)
  - Paus Nicolaas I - herdenkingsdag

## Weerextremen

### Nederland
| | Officiële records | Officiële records | Officiële records |      | Landelijke records | Landelijke records | Landelijke records     |
| Gebeurtenis | Jaar              | Extreem           | Locatie           | Jaar | Extreem            | Locatie            |                        |
| --- | ----------------- | ----------------- | ----------------- | ---- | ------------------ | ------------------ | ---------------------- |
| Laagste etmaalgemiddelde temperatuur (°C) | 1998              | 8,3               | De Bilt           |      | 1998               | 7,7                | Soesterberg            |
| Hoogste etmaalgemiddelde temperatuur (°C) | 2016              | 23,5              | De Bilt           |      | 2016               | 25,5               | Maastricht             |
| Laagste minimumtemperatuur (°C) | 1906              | 2,6               | De Bilt           |      | 1964               | 0,4                | Twenthe                |
| Hoogste minimumtemperatuur (°C) | 1943              | 17,1              | De Bilt           |      | 2016               | 20,7               | Vlissingen             |
| Laagste maximumtemperatuur (°C) | 1998              | 10,9              | De Bilt           |      | 1998               | 10,5               | Soesterberg            |
| Hoogste maximumtemperatuur (°C) | 2016              | 31,2              | De Bilt           |      | 2016               | 33,1               | Eindhoven, Gilze-Rijen |
| Hoogste uurgemiddelde windsnelheid (m/s) | 1914              | 10,8              | De Bilt           |      | 2017               | 26,0               | Vlieland               |
| Hoogste windstoot (m/s) | 1957              | 20,1              | De Bilt           |      | 2017               | 35,0               | IJmuiden               |
| Langste zonneschijnduur (uur) | 1991, 2002        | 11,7              | De Bilt           |      | 1991               | 12,2               | Herwijnen              |
| Langste neerslagduur (uur) | 1993              | 12,0              | De Bilt           |      | 1987               | 17,0               | Gilze-Rijen            |
| Hoogste etmaalsom van de neerslag (mm) | 1914              | 27,0              | De Bilt           |      | 1998               | 87,6               | Hoek van Holland       |
| Laagste etmaalgemiddelde relatieve vochtigheid (%) | 1944              | 60                | De Bilt           |      | 1934               | 51                 | Maastricht             |
| Laagste uurwaarde luchtdruk op zeeniveau (hPa) | 1922              | 987,0             | De Bilt           |      | 2017               | 984,5              | Vlieland               |
| Hoogste uurwaarde luchtdruk op zeeniveau (hPa) | 2019              | 1035,5            | De Bilt           |      | 2019               | 1036,1             | Vlieland               |
| Officiële records worden altijd gemeten op het KNMI-weerstation in De Bilt. Landelijke records kunnen worden gemeten op elk officieel KNMI-weerstation in Nederland. |                   |                   |                   |      |                    |                    |                        |

Uitzonderlijke gebeurtenissen
- 1919 - Laatste officiële zomerse dag van het jaar (maximumtemperatuur ≥ 25 °C in De Bilt)
- 1934 - Laatste officiële zomerse dag van het jaar (maximumtemperatuur ≥ 25 °C in De Bilt)
- 1943 - Laatste officiële zomerse dag van het jaar (maximumtemperatuur ≥ 25 °C in De Bilt)
- 1951 - Laatste officiële zomerse dag van het jaar (maximumtemperatuur ≥ 25 °C in De Bilt)
- 1999 - Laatste officiële zomerse dag van het jaar (maximumtemperatuur ≥ 25 °C in De Bilt)
- 2022 - Laatste landelijke zomerse dag van het jaar gemeten in Arcen, Eindhoven en Ell (maximumtemperatuur ≥ 25 °C op een officieel weerstation)

### België
Dagrecords
- 1850 - Laagste etmaalgemiddelde temperatuur 9,4 °C
- 1943 - Hoogste etmaalgemiddelde temperatuur 24,8 °C
- 1850 - Laagste minimumtemperatuur 3,6 °C
- 2016 - Hoogste maximumtemperatuur 30,3 °C[10]
- 1933 - Hoogste etmaalsom van de neerslag 30,5 mm

Uitzonderlijke gebeurtenissen
- 1910 - Hoge neerslagcijfers: 66,2 mm in Harelbeke en 60,7 mm in Izegem.
- 1943 - Minimumtemperatuur niet onder 20 °C in Ukkel.
- 1947 - Hagelstenen tot 5 cm in de streek van Mechelen en Antwerpen en overstromingen in Luik door onweders.
- 1957 - Onweders, vergezeld van hagel en hevige wind, veroorzaken schade in het hele land.
- 1980 - Tornado veroorzaakt schade in Ramsel (Herselt).
- 1998 - Uitzonderlijke neerslag: 147 mm in Wijnegem.
- 1999 - Temperatuurmaxima uitzonderlijk: 30,0 °C in Middelkerke, 30,2 °C in Lanaken, 30,4° in Rochefort, 31,5 °C in Luik-Monsin

<< · 1 · 2 · 3 · 4 · 5 · 6 · 7 · 8 · 9 · 10 · 11 · 12 · 13 · 14 · 15 · 16 · 17 · 18 · 19 · 20 · 21 · 22 · 23 · 24 · 25 · 26 · 27 · 28 · 29 · 30 · >>